# Gewerkschaft Technik und Naturwissenschaft

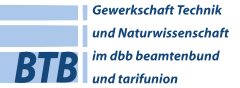
Logo der Gewerkschaft Technik und Naturwissenschaft

Die Gewerkschaft Technik und Naturwissenschaft im öffentlichen Dienst im dbb - beamtenbund und tarifunion (BTB) ist eine Gewerkschaft unter dem Dach des Deutschen Beamtenbundes.
In der Gewerkschaft Technik und Naturwissenschaft im öffentlichen Dienst sind hauptsächlich Beschäftigte aus der Wasserwirtschafts-, der Gewerbeaufsichts-, der Bau-, der Umwelt- und der Arbeitsschutzverwaltung sowie Straßenbau und Vermessungswesen organisiert.
Die Mitglieder werden durch die Zeitschrift "BTB-Magazin" zweimonatlich über Themen der technischen Ausbildung, technischen Entwicklung auch in Zusammenhang mit der administrativen Seite und der Personalpolitik informiert.

## Geschichte
Nachdem bereits 1961 im Land Nordrhein-Westfalen ein Bund Technischer Beamten gegründet wurde und damit ein erster Schritt zu einer umfassenden Organisation aller Beamten des technischen Dienstes erfolgt war, trafen sich am 1. Juni 1962 Mitarbeiter aus verschiedenen technischen Fachverwaltungen des Bundes und der Länder zu einer Tagung in Würzburg und gründeten den Bund Technischer Beamten im Deutschen Beamtenbund.

### Vorsitzende
- 1962 bis 1971	Paul Keller
- 1971 bis 1996	Otto Schnabel
- 1996 bis 2014	Bernd Niesen
- 2014 bis 2015	Maximilian Feichtner (kommissarisch)
- Seit 2015 Jan-Georg Seidel

## BTB heute
Die Gewerkschaft Technik und Naturwissenschaft (BTB) sieht sich als die gewerkschaftliche Interessenvertretung des Personals der öffentlichen technisch-naturwissenschaftlichen Verwaltungen, Einrichtungen und Betriebe in der Bundesrepublik Deutschland (Beamte und Tarifbeschäftigte). Der BTB organisiert alle technischen und naturwissenschaftlichen Berufe im öffentlichen Dienst und in privatisierten Bereichen der öffentlichen Verwaltung. Die Mitglieder sind Meister, Techniker, Ingenieure und Naturwissenschaftler.
Der BTB zählt nach eigenen Angaben rund 10.000 Mitglieder und hat 13 Mitgliedsverbände (BTBkomba Baden-Württemberg, BTB Bayern, BTB Berlin Brandenburg, BTB Hessen, BTB Mecklenburg-Vorpommern, BTB Niedersachsen, BTB Nordrhein-Westfalen, BTB Rheinland-Pfalz, BTB Saarland, BTB Sachsen-Anhalt, BTB Sachsen, BTB Schleswig-Holstein, BTB Thüringen). Dazu kommt als Organisationseinheit auf Bundesebene die BTB Gewerkschaft Infrastruktur Straße (BTB-GIS).
Das oberste Organ der BTB ist laut Satzung der Gewerkschaftstag. Er tritt alle fünf Jahre zusammen und legt u. a. die Grundsätze für die berufspolitische Arbeit fest, stellt Richtlinien für die Haushaltsführung auf. Er entscheidet über Satzungsänderungen und wählt in geheimer Wahl die Bundesleitung. Diese besteht aus dem BTB Bundesvorsitzenden, einem stellvertretenden Bundesvorsitzenden als Schatzmeister und vier weiteren Stellvertretern. Sie wird für fünf Jahre gewählt und führt die von den anderen Organen gefassten Beschlüsse aus.
Für Bereiche Tarif, Frauen, Jugend und Senioren gibt es innerhalb des BTB spezielle Untergliederungen.
Zur Unterstützung der Bundesleitung und zur Interessenvertretung einzelner Fachrichtungen sind Facharbeitskreise eingerichtet.